# Нижний Бардым
Нижний Бардым — деревня в Артинском городском округе Свердловской области России. Расположена в 18 км на западо-северо-запад от административного центра — посёлка городского типа Арти. Входит в состав Симиничинского сельского совета.

## Население
| 2002 | 2010 | 2021 |
| ---- | ---- | ---- |
| 400  | ↘315 | ↘251 |